# Feliz Deserto
Feliz Deserto là một đô thị ở bang Alagoas, Brasil. Dân số năm 2004 ước tính là 4.040 người.